# Musikwettbewerb
Ein Musikwettbewerb findet in der Regel vor öffentlichem Publikum und einer Jury statt. Häufig werden dabei die am besten bewerteten Teilnehmer ausgezeichnet. Wettbewerbe finden oft in mehreren Runden statt; dabei wird die Teilnehmeranzahl kontinuierlich reduziert, bis nur noch wenige Wettbewerber für die Finalrunde übrig bleiben, in welcher dann die Preisträger ermittelt werden.
Klassische Musikwettbewerbe gibt es für Soloinstrumente, für Sänger (jeweils nach Stimmlage) und für Chöre. Üblicherweise werden – wie auch bei sportlichen Wettbewerben – die drei Ersten ausgezeichnet. Die meisten Wettbewerbe werden für die Instrumente Klavier, Violine und Cello veranstaltet. Außerdem finden Dirigier- und Kompositionswettbewerbe statt.
Der World Federation of International Music Competitions (WFIMC) (Weltverband der Internationalen Musikwettbewerbe) mit Sitz in Genf gehören 128 Musikwettbewerbe an. Die WFIMC koordiniert unter anderem die Termine der Wettbewerbe. 
Eine neuere Form von Musikwettbewerben im Fernsehen sind Castingshows.